# Morsan
 Morsan  ist eine französische Gemeinde mit 122 Einwohnern (Stand 1. Januar 2022) im Département Eure in der Region Normandie.

## Geografie
Morsan liegt 10 Kilometer nördlich von Bernay, 10 Kilometer westlich von Brionne, zwischen den Nachbargemeinden Giverville im Nordwesten, Boissy-Lamberville im Süden und Notre-Dame-d’Épine im Nordosten. am Ostrand des Lieuvin.
Morsan ist eine der Gemeinden im Département Eure, in denen die Gefahr sich plötzlich bildender metertiefer Löcher besteht. Die sogenannten Marnières sind alte Mergelgruben, die sich zum Beispiel nach starkem Regen öffnen können, wenn die Schuttfüllung in die Seitengänge geschwemmt wird. Diese Löcher haben meist einen Durchmesser von 1,5 bis 2 Metern. Im ganzen Département Eure gibt es etwa 16.000 dieser Mergelgruben.
Morsan ist einer Klimazone des Typs Cfb (nach Köppen und Geiger) zugeordnet: Warmgemäßigtes Regenklima (C), vollfeucht (f), wärmster Monat unter 22 °C, mindestens vier Monate über 10 °C (b). Es herrscht Seeklima mit gemäßigtem Sommer.

## Geschichte
Alte Schreibweisen für Morsan waren Morçan (s. Cassinikarte), Morchent (1050–1066), Murcench (11. Jahrhundert), Morceng (13. Jahrhundert), Morsent oder Morseng. Der Ortsname wurde aus den lateinischen Worten muro cinctus abgeleitet, die „Mauergürtel“ bedeuten. Es gehörte der Abtei Le Bec bis Jean de Morsent sich 1276 weigerte weiterhin den Zehnten zu zahlen, da er das Geld für seine Gefolgsleute in Zeiten des Krieges brauche.
Morsan war Stammhaus des Zweiges Morsan der Familie Le Sens (auch Lesens oder de Sens). Chevalier Philémon Le Sens, war der erste Baron von Morsan. Er gehörte zum Hofstaat (Maison du Roi) von Heinrich IV. von Frankreich und war Gouverneur von Bernay. Er ließ ein Jagdschloss in Morsan bauen. Zur Zeit von Abdon-Thomas-François Le Sens (1724–1800), der Knappe von Ludwig XV. gewesen war, bevor er Marquis von Morsan wurde, wurde das Jagdschloss von Ange-Jacques Gabriel (1698–1782) neu gestaltet.
1793 erhielt Morsan im Zuge der Französischen Revolution (1789–1799) den Status einer Gemeinde und 1801 durch die Verwaltungsreform unter Napoleon Bonaparte (1769–1821) das Recht auf kommunale Selbstverwaltung.
Abdon-Thomas Le Sens, Marquis de Morsan, wurde 1793 verhaftet und in Bernay eingesperrt. Es gelang ihm später seine geplünderten Ländereien wiederzubekommen. Er verstarb in Paris im Jahre 1800. Sein Enkel Joseph-Philemon wohnte in Morsan im teilweise restaurierten Schloss ab 1845. 1871, während des Deutsch-Französischen Kriegs, wurde es von der preußischen Armee erneut geplündert. Sein Sohn Florian-Gaston war der letzte Marquis de Morsan, er verstarb 1929.
| Jahr      | 1793 | 1806 | 1856 | 1881 | 1926 | 1936 | 1975 | 1982 | 1990 | 1999 | 2006 |
| --------- | ---- | ---- | ---- | ---- | ---- | ---- | ---- | ---- | ---- | ---- | ---- |
| Einwohner | 423  | 478  | 321  | 222  | 125  | 111  | 130  | 93   | 70   | 92   | 106  |

Von 1806 bis 1936 ist die Bevölkerungszahl beständig gesunken. Am wenigsten Einwohner hatte Morsan 1990 (70).

## Kultur und Sehenswürdigkeiten

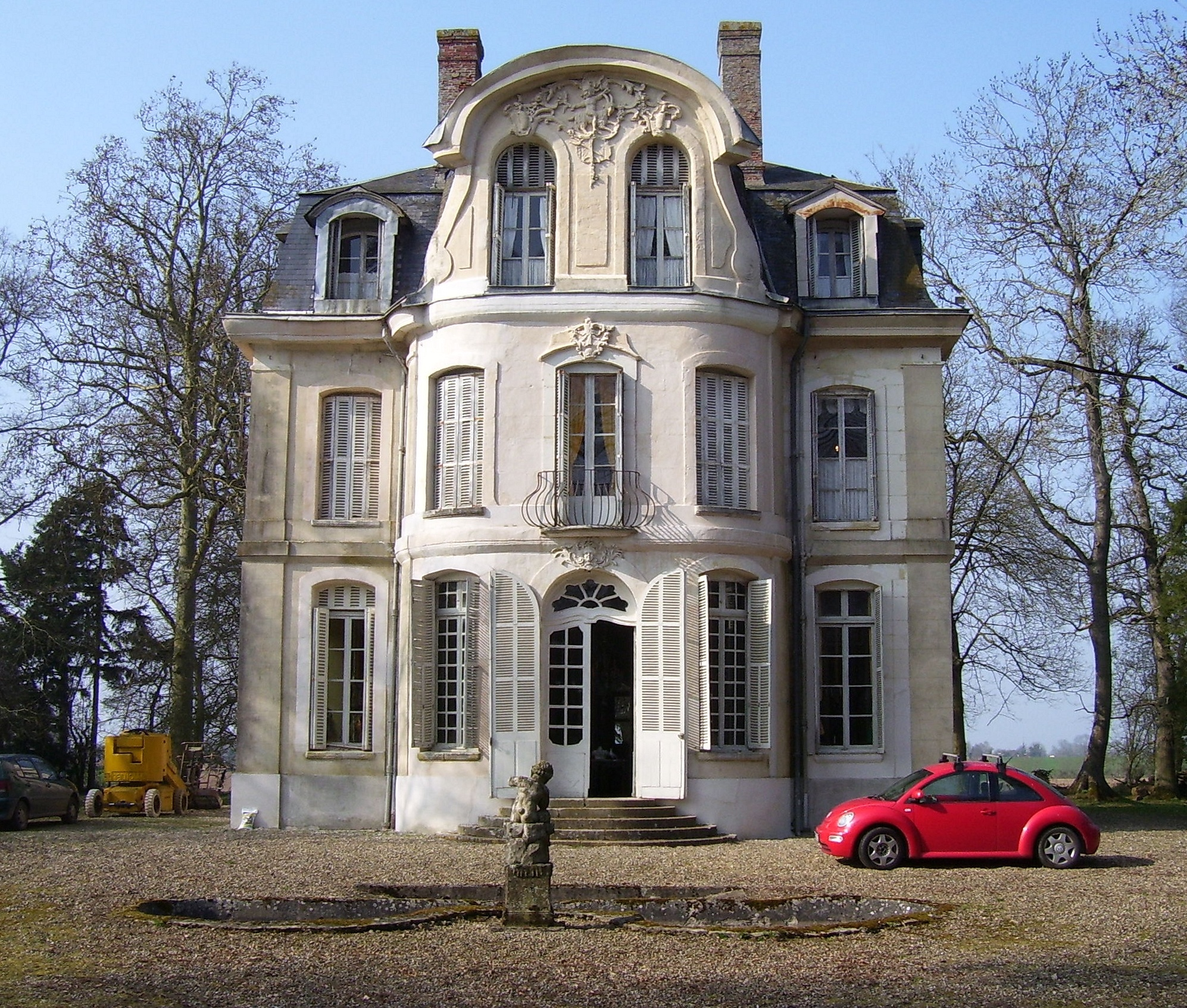
Das Schloss von Morsan

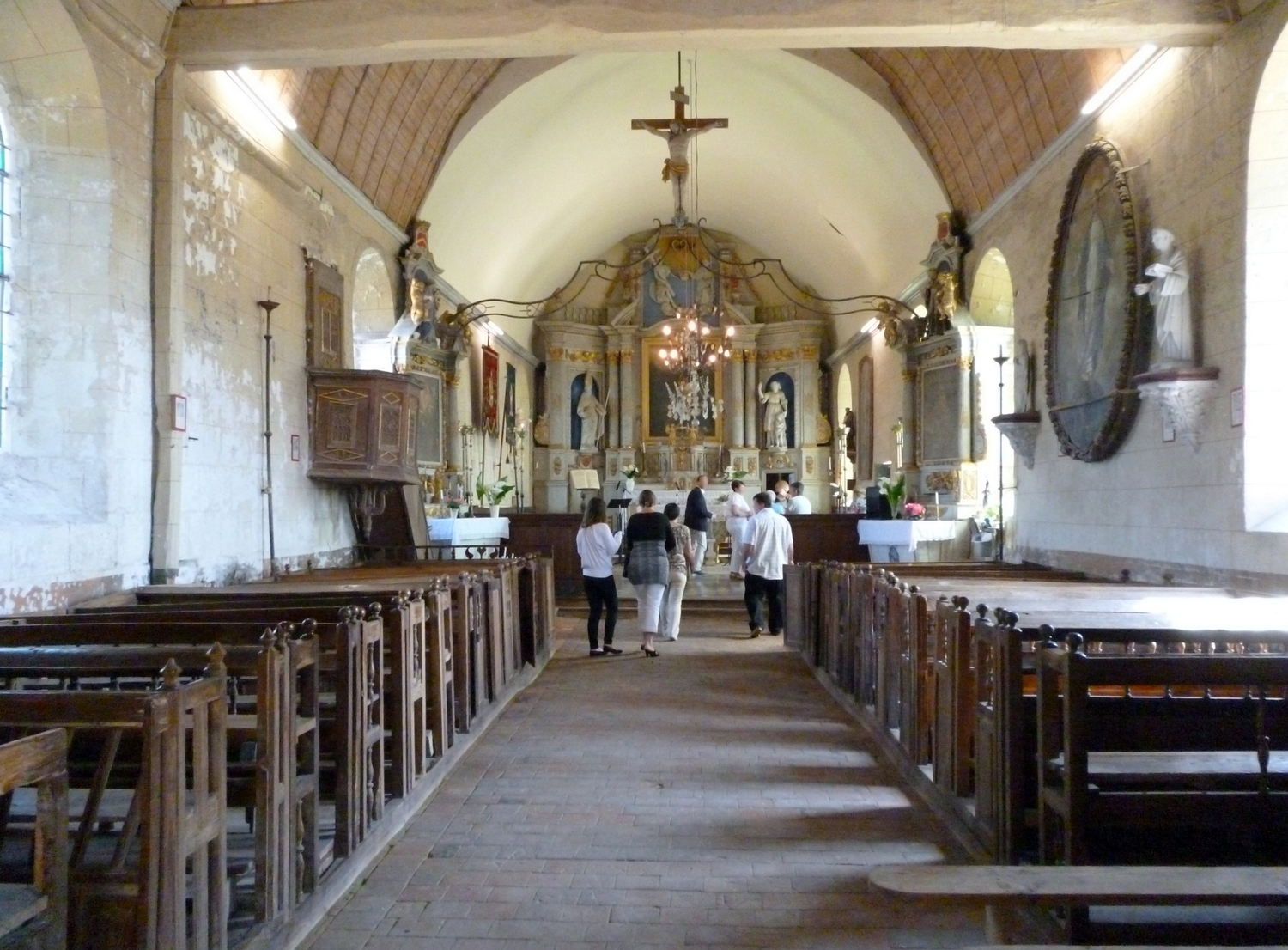
Der Chor der Kirche de la sainte Trinité

Die Kirche de la sainte Trinité (heilige Dreifaltigkeit) stammt aus dem 13. Jahrhundert, aus jener Zeit ist nur das Kirchenschiff erhalten geblieben. Im 17. Jahrhundert wurden größere Fenster eingesetzt. Der Chor stammt aus dem Ende des 17. Jahrhunderts. In der Kirche befinden sich mehrere Objekte, die als Monument historique (historisches Denkmal) klassifiziert sind: ein großer Altaraufsatz aus der zweiten Hälfte des 17. Jahrhunderts mit korinthischen Säulen, der einen Tabernakel enthält. Rechts steht in einer Nische eine Skulpturengruppe aus Holz, die unter anderem den Erzengel Gabriel zeigt. Links steht eine Holzstatue, die Germanus von Auxerre darstellt. In der Mitte befindet sich ein Gemälde aus dem 19. Jahrhundert, das die Heilige Familie darstellt. Außerdem befinden sich dort fünf Betstühle aus dem 18. Jahrhundert im Stil Louis-seize und ein Adlerpult aus dem Ende des 17. Jahrhunderts im Stil des Louis-quatorze.
Morsan gehört zur römisch-katholischen Gemeinschaft Communauté de Giverville, die Teil der Pfarrei Montgeoly des Bistums Évreux ist.
Das Schloss wird von der Bevölkerung aufgrund seiner Farbe Le Château Blanc (‚das weiße Schloss‘) genannt. Das ursprüngliche Schloss wurde am Ende des 16. oder zu Beginn des 17. Jahrhunderts erbaut aber im 18. Jahrhundert umgebaut und dabei sehr verändert. Im 19. Jahrhundert wurde der Treppenaufgang erneuert. Die ursprünglich zweiflügelige Treppe wurde durch eine spiralförmige Treppe ersetzt. Das Parkett im großen Salon und die Wandvertäfelung in der „Bibliothek“ wurden ebenfalls ersetzt. Die Wandvertäfelung im großen Salon stammt aus dem 18. Jahrhundert. Die Straße führt vom Dorf aus direkt auf den Ehrenhof, der heute als Weide dient. Dann führt der Weg weiter zwischen zwei Türmen aus dem 16. Jahrhundert hindurch auf den Vorhof des Schlosses. Der Eingang liegt jedoch nicht auf dieser Seite, sondern im Süden. Vor dem Eingang steht eine Statue des Pan an einem Bassin. Südseite und Ostseite des Gebäudes sind reich verziert, im Westen hat der Wind vom Meer den weichen Loire-Sandstein abgenutzt. Die Südseite zeigt verschiedene Motive aus der griechischen Mythologie. Die Fundamente des Schlosses bestehen aus Feuerstein und Backstein und stammen aus dem 16. Jahrhundert. Der Südturm ist nicht restauriert, er verfügt über einen Kamin auf jeder der drei Etagen. Das Schloss befindet sich im Privatbesitz und wurde von seinen Besitzern im Stil des Rokoko eingerichtet.

## Wirtschaft

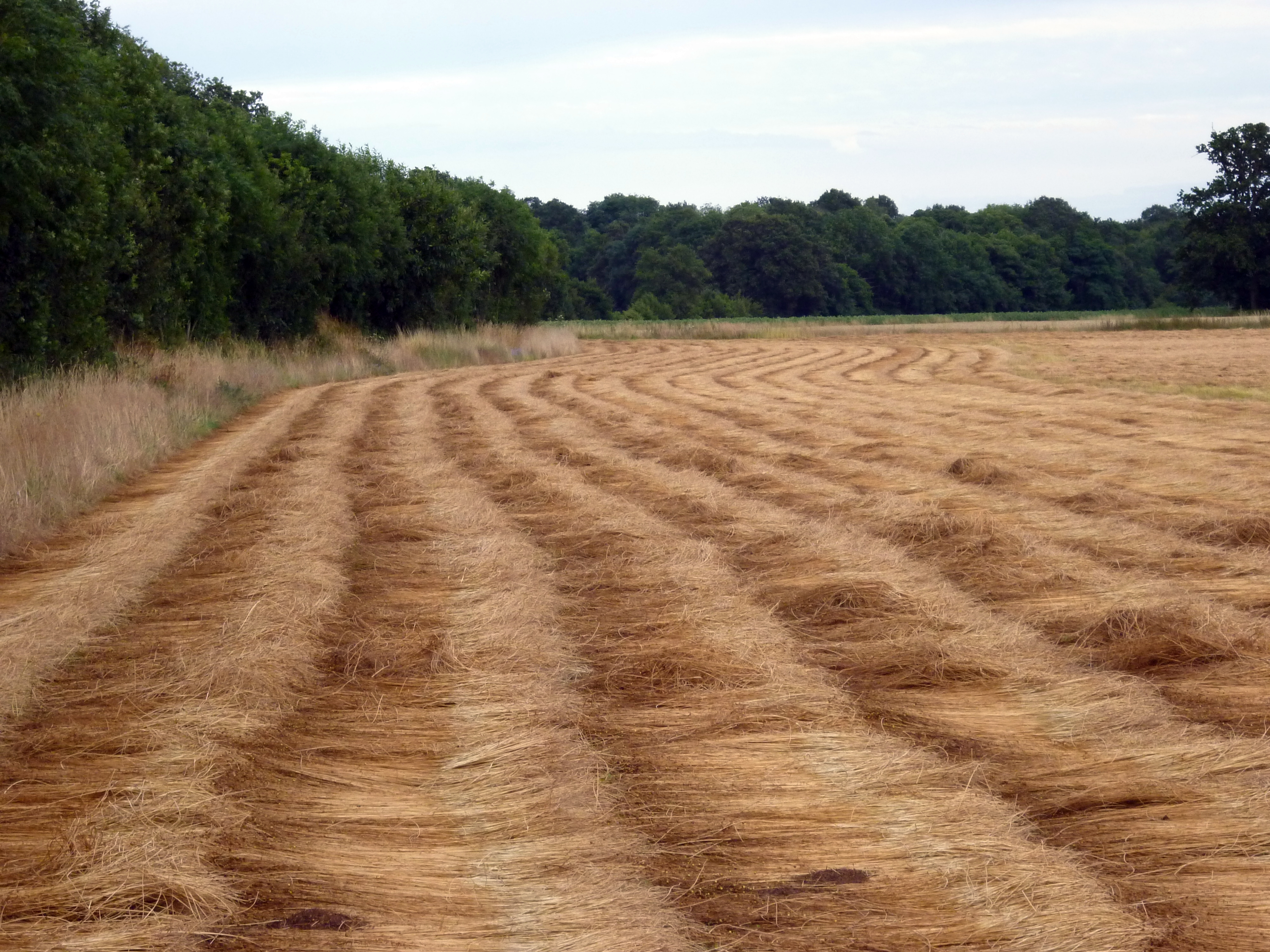
Tauröste auf einem Feld in Morsan

Wichtige Erwerbszweige der Morsanais sind Landwirtschaft (Ackerbau und Viehzucht) sowie Handel. Es werden vor allem Getreide, Futterrüben und Äpfel angebaut und Hausrinder gezüchtet. Auf dem Gemeindegebiet gelten kontrollierte Herkunftsbezeichnungen (AOC) für Pont-l’Évêque-Käse, Calvados und Pommeau (Pommeau de Normandie) sowie geschützte geographische Angaben (IGP) für Schweinefleisch (Porc de Normandie), Geflügel (Volailles de Normandie) und Cidre (Cidre de Normandie und Cidre normand).

## Persönlichkeiten
- Jacques-Christophe Valmont de Bomare (1731–1807), Naturforscher, soll in Morsan geboren sein. Ein Rechtsanwalt namens Valmont de Bomare hatte 1787 und 1788 Grundbesitz in Morsan.[16][17]